# Фикарешти (Алба)
Фикарешти (рум. Ficărești) насеље је у Румунији у округу Алба у општини Видра. Oпштина се налази на надморској висини од 920 m.

## Становништво
Према подацима из 2002. године у насељу је живело 53 становника, од којих су сви румунске националности.